# مارماهی‌های باریک
مارماهی‌های باریک (نام علمی: Myroconger) نام یک سرده از راسته مارماهی‌سانان است.